# Філіпештій-де-Педуре (комуна)
Філіпештій-де-Педуре (рум. Filipeștii de Pădure) — комуна у повіті Прахова в Румунії. До складу комуни входять такі села (дані про населення за 2002 рік):
- Діцешть (3803 особи)
- Мінієрі (1378 осіб)
- Сіліштя-Дялулуй (68 осіб)
- Філіпештій-де-Педуре (5089 осіб)

Комуна розташована на відстані 68 км на північний захід від Бухареста, 23 км на захід від Плоєшті, 73 км на південь від Брашова.

## Населення
За даними перепису населення 2002 року у комуні проживали 10 338 осіб.
Національний склад населення комуни:
| Національність | Кількість осіб | Відсоток |
| -------------- | -------------- | -------- |
| румуни         | 10273          | 99,4%    |
| цигани         | 51             | 0,5%     |
| турки          | 9              | 0,1%     |
| угорці         | 5              | < 0,1%   |

Рідною мовою назвали:
| Мова      | Кількість осіб | Відсоток |
| --------- | -------------- | -------- |
| румунська | 10313          | 99,8%    |
| циганська | 12             | 0,1%     |
| турецька  | 9              | 0,1%     |
| угорська  | 3              | < 0,1%   |
| німецька  | 1              | < 0,1%   |

Склад населення комуни за віросповіданням:
| Релігія            | Кількість осіб | Відсоток |
| ------------------ | -------------- | -------- |
| православні        | 9855           | 95,3%    |
| п'ятдесятники      | 231            | 2,2%     |
| баптисти           | 120            | 1,2%     |
| адвентисти         | 72             | 0,7%     |
| римо-католики      | 36             | 0,3%     |
| мусульмани         | 10             | 0,1%     |
| бретрени           | 4              | < 0,1%   |
| лютерани           | 3              | < 0,1%   |
| реформати          | 2              | < 0,1%   |
| греко-католики     | 2              | < 0,1%   |
| не релігійні       | 1              | < 0,1%   |
| не вказали релігію | 1              | < 0,1%   |